# Белез
Белез (фр. Belleuse) насеље је и општина у североисточној Француској у региону Пикардија, у департману Сома која припада префектури Амјен.
По подацима из 2011. године у општини је живело 351 становника, а густина насељености је износила 45,0 становника/km². Општина се простире на површини од 7,8 km². Налази се на средњој надморској висини од 190 метара (максималној 194 m, а минималној 95 m).

## Демографија
| 1962. | 1968. | 1975. | 1982. | 1990. | 1999. | 2011. |
| ----- | ----- | ----- | ----- | ----- | ----- | ----- |
| 306   | 327   | 258   | 246   | 258   | 280   | 351   |

График промене броја становника у току последњих година